# Мілад Мохаммаді
Мілад Мохаммаді (перс. میلاد محمدی, нар. 29 вересня 1993, Тегеран) — іранський футболіст, захисник турецького клубу «Адана Демірспор» і національної збірної Ірану.

## Клубна кар'єра
Народився 29 вересня 1993 року в місті Тегеран. Вихованець юнацьких команд футбольних клубів «Персеполіс», «Дамаш Лурестан» та «Ніроє Заміні».
Влітку 2014 року підписав 5-річний контракт з клубом «Рах Ахан», в якій провів два сезони, взявши участь у 44 матчах чемпіонату. Більшість часу, проведеного у складі «Рах Ахана», був основним гравцем захисту команди.
6 лютого 2016 перейшов у російський «Терек» за 300 тис. євро; контракт розрахований на 3,5 роки. У Прем'єр-лізі дебютував 2 квітня, вийшовши на заміну в матчі проти «Анжі» (3:2). Сезон 2016/17 Мохаммаді почав вдало, граючи на позиції лівого захисника і віддав 4 гольові передачі. За три з половиною роки відіграв за грозненську команду 78 матчів у національному чемпіонаті.
Влітку 2019 року залишив російську команду і на правах вільного агента уклав контракт з бельгійським «Гентом». Захищав кольори «Гента» протягом двох сезонів до завершення контракту у серпні 2021 року.
17 вересня 2021 року, знову як вільний агент, став гравцем грецького АЕКа.
У січні 2024 року підписав угоду на два з половиною роки з турецьким клубом «Адана Демірспор».

## Виступи за збірні
Протягом 2015—2016 років залучався до складу молодіжної збірної Ірану і брав участь у молодіжному чемпіонаті Азії 2016 року. Відзначився забитим м'ячем в груповому етапі турніру проти Сирії (0:2). На молодіжному рівні зіграв у 15 офіційних матчах, забив 3 голи.
11 червня 2015 року дебютував в офіційних іграх у складі національної збірної Ірану у товариському матчі проти Узбекистану.
У складі збірної був учасником чемпіонату світу 2018 року у Росії, де виходив на заміну у двох матчах.
| Дата       | Місто           | Господарі            | Результат | Гості          | Турнір                        | Голи | Примітки |
| ---------- | --------------- | -------------------- | --------- | -------------- | ----------------------------- | ---- | -------- |
| 11-6-2015  | Ташкент         | Узбекистан           | 0 – 1     | Іран           | товариський матч              | -    | 68'      |
| 17-11-2015 | Дедедо          | Гуам                 | 0 – 6     | Іран           | Відбір до ЧС 2018             | -    |          |
| 2-6-2016   | Скоп'є          | Північна Македонія   | 1 – 3     | Іран           | товариський матч              | -    | 46'      |
| 7-6-2016   | Тегеран         | Іран                 | 6 – 0     | Киргизстан     | товариський матч              | -    |          |
| 6-9-2016   | Шеньян          | КНР                  | 0 – 0     | Іран           | Відбір до ЧС 2018             | -    |          |
| 6-10-2016  | Ташкент         | Узбекистан           | 0 – 1     | Іран           | Відбір до ЧС 2018             | -    |          |
| 11-10-2016 | Тегеран         | Іран                 | 1 – 0     | Південна Корея | Відбір до ЧС 2018             | -    |          |
| 15-11-2016 | Негері-Сембілан | Сирія                | 0 – 0     | Іран           | Відбір до ЧС 2018             | -    |          |
| 23-3-2017  | Доха            | Катар                | 0 – 1     | Іран           | Відбір до ЧС 2018             | -    | 6'       |
| 28-3-2017  | Тегеран         | Іран                 | 1 – 0     | КНР            | Відбір до ЧС 2018             | -    |          |
| 4-6-2017   | Подгориця       | Чорногорія           | 1 – 2     | Іран           | товариський матч              | -    | 46'      |
| 12-6-2017  | Тегеран         | Іран                 | 2 – 0     | Узбекистан     | Відбір до ЧС 2018             | -    |          |
| 31-8-2017  | Сеул            | Південна Корея       | 0 – 0     | Іран           | Відбір до ЧС 2018             | -    |          |
| 5-9-2017   | Тегеран         | Іран                 | 2 – 2     | Сирія          | Відбір до ЧС 2018             | -    |          |
| 23-3-2018  | Радес           | Туніс                | 1 – 0     | Іран           | товариський матч              | -    | 71' (аг) |
| 27-3-2018  | Ґрац            | Іран                 | 2 – 1     | Алжир          | товариський матч              | -    | 73'      |
| 19-5-2018  | Тегеран         | Іран                 | 1 – 0     | Узбекистан     | товариський матч              | -    | 69'      |
| 28-5-2018  | Ґрац            | Туреччина            | 2 – 1     | Іран           | товариський матч              | -    |          |
| 8-6-2018   | Москва          | Іран                 | 1 – 0     | Литва          | товариський матч              | -    | 46'      |
| 20-6-2018  | Казань          | Іран                 | 0 – 1     | Іспанія        | ЧС 2018 - 1-й етап            | -    | 69'      |
| 25-6-2018  | Саранськ        | Іран                 | 1 – 1     | Португалія     | ЧС 2018 - 1-й етап            | -    | 56'      |
| 11-9-2018  | Ташкент         | Узбекистан           | 0 – 1     | Іран           | товариський матч              | -    | 90+3'    |
| 20-11-2018 | Доха            | Іран                 | 1 – 1     | Венесуела      | товариський матч              | -    |          |
| 24-12-2018 | Доха            | Іран                 | 1 – 1     | Палестина      | товариський матч              | -    |          |
| 16-1-2019  | Дубай (місто)   | Іран                 | 0 – 0     | Ірак           | Кубок Азії 2019 - 1-й етап    | -    |          |
| 20-1-2019  | Абу-Дабі        | Іран                 | 2 – 0     | Оман           | Кубок Азії 2019 - 1/8 фіналу  | -    |          |
| 24-1-2019  | Абу-Дабі        | КНР                  | 0 – 3     | Іран           | Кубок Азії 2019 - чвертьфінал | -    |          |
| 28-1-2019  | Аль-Айн         | Іран                 | 0 – 3     | Японія         | Кубок Азії 2019 - півфінал    | -    |          |
| 6-6-2019   | Доха            | Іран                 | 5 – 0     | Сирія          | товариський матч              | -    |          |
| 11-6-2019  | Сеул            | Південна Корея       | 1 – 1     | Іран           | товариський матч              | -    |          |
| 10-9-2019  | Гонконг         | Гонконг              | 0 – 2     | Іран           | Відбір до ЧС 2022             | -    |          |
| 10-10-2019 | Тегеран         | Іран                 | 14 – 0    | Камбоджа       | Відбір до ЧС 2022             | -    |          |
| 15-10-2019 | Ріффа           | Бахрейн              | 1 – 0     | Іран           | Відбір до ЧС 2022             | -    |          |
| 14-11-2019 | Амман           | Ірак                 | 2 – 1     | Іран           | Відбір до ЧС 2022             | -    | 53'      |
| 8-10-2020  | Ташкент         | Узбекистан           | 1 – 2     | Іран           | товариський матч              | -    |          |
| 12-11-2020 | Сараєво         | Боснія і Герцеговина | 0 – 2     | Іран           | товариський матч              | -    |          |
| 30-3-2021  | Тегеран         | Іран                 | 3 – 0     | Сирія          | товариський матч              | -    |          |
| 3-6-2021   | Арад            | Іран                 | 3 – 1     | Гонконг        | Відбір до ЧС 2022             | -    | 58'      |
| 11-06-2021 | Ріффа           | Камбоджа             | 0 – 10    | Іран           | Відбір до ЧС 2022             | 1    |          |
| 15-6-2021  | Арад            | Іран                 | 1 – 0     | Ірак           | Відбір до ЧС 2022             | -    | 69'      |
| 2-9-2021   | Тегеран         | Іран                 | 1 – 0     | Сирія          | Відбір до ЧС 2022             | -    | 46' 63'  |
| Усього     |                 | Матчів               | 41        |                | Голів                         | 1    |          |

## Титули і досягнення
- Чемпіон Греції (1):

АЕК: 2022-23
- Володар кубка Греції (1):

АЕК: 2022-23